# Yaizu
Yaizu (jap. 焼津市 Yaizu-shi) – miasto w Japonii, w prefekturze Shizuoka (środkowe Honsiu), nad Oceanem Spokojnym.

## Położenie
Miasto leży w południowej części prefektury Shizuoka nad Oceanem Spokojnym, graniczy z:
- Shizuoką
- Fujiedą

## Historia
Miasto uzyskało prawa miejskie 1 marca 1951 roku.

## Transport
Miasto leży na magistrali superekspresu Shinkansen.

## Miasta partnerskie
- Hobart
- Toki